# 鲍里斯·西吕尔尼克
鲍里斯·西吕尔尼克（法語：Boris Cyrulnik，1937年7月26日—），是一位法國精神科醫師、動物行為學家，神經學家、精神病學家、作家。出生於波爾多。
鲍里斯·西吕尔尼克的父親原籍為俄羅斯─烏克蘭人，母親是波蘭人，鲍里斯·西吕尔尼克從小受庇於寄養家庭。1943年，納粹搜索波爾多，他輾轉離開家鄉，化名為尚·拉博德 （Jean Laborde）工作直到戰爭結束，但雙親卻都在二戰期間受害。他第二次世界大戰時期的經歷引領他進入精神病學領域，在巴黎大學研習醫學。在法國以宣揚心理韌性的觀念而聞名。

## 作品

### 中文出版書籍
1. 《重新學會愛：在傷痛中自我修復，創造幸福》（Parler d'amour au bord du gouffre），2015年，繁體中文版由心靈工坊出版，ISBN 978-986-357-022-6
2. 《逃，生：從創傷中自我救贖》（Sauve-toi, la vie t'appelle），2015年，繁體中文版由心靈工坊出版，ISBN 978-986-357-032-5
3. 《心理韌性的力量：從創傷中自我超越》（Un merveilleux malheur），2016年，繁體中文版由心靈工坊出版，ISBN 978-986-357-057-8

- 《醜小鴨》Les Vilains Petits Canards, ed. Odile Jacob, 2001 (ISBN 2-7381-0944-6).
- 《幽靈的叨絮》Le Murmure des fantômes, ed. Odile Jacob, 2003; ed. Odile Jacob poches, 2005 (ISBN 2-7381-1674-4).
- 《怪物的自傳》Autobiographie d'un épouvantail, ed. Odile Jacob, 2008 (ISBN 978-2-7381-2398-5).
- 《受傷的心靈》Les âmes blessées, ed. Odile Jacob, 2014 (ISBN 978-2-7381-3146-1).